# هاردیسلبن
هاردیسلبن (به آلمانی: Hardisleben) یک شهر در آلمان است که در زومردا واقع شده‌است. هاردیسلبن ۶۱۴ نفر جمعیت دارد.